# مايا شارب
مايا شارب (بالإنجليزية: Maia Sharp)‏ هي مغنية مؤلفة أمريكية، ولدت في 1950.

## وصلات خارجية
- الموقع الرسمي
- مايا شارب على موقع ميوزك برينز (الإنجليزية)
- مايا شارب على موقع ديسكوغز (الإنجليزية)